# Isaak Guderian
Isaak Guderian, plus connu sous son seul prénom Isaak, est un chanteur allemand né le 31 janvier 1995 à Minden en Allemagne.
Il représente l'Allemagne au Concours Eurovision de la chanson 2024 avec sa chanson Always on the Run.

## Jeunesse et vie privée
Isaak naît en 1995 à Minden en Allemagne, d'une mère islandaise et d'un père allemand. Il grandit à Porta Westfalica en Rhénanie-du-Nord-Westphalie. Il vit actuellement à Espelkamp avec sa femme et ses deux enfants,,.

## Carrière

### Débuts et apparition à la télévision
Il commence sa carrière musicale en tant que musicien de rue avant de former un groupe,,. En 2011, il participe à l'émission de télévision X Factor avec une version du tube Wonderwall  du groupe Oasis sans atteindre l'étape des émissions en direct. Dix ans plus tard en 2021, il participe et remporte l'émission Show Your Talent, ce qui permet à sa carrière de décoller.

### 2024: Eurovision
Le 19 janvier 2024, Isaak est annoncé parmi les huit premiers participants à la sélection nationale allemande pour l'Eurovision 2024, nommée Eurovision Song Contest - Das deutsche Finale. Le 16 février 2024, il remporte l'émission, avec sa chanson Always on the Run, qui remporte 24 points (ce qui correspond à une première place à la fois dans les votes du jury et dans ceux du public). Il est donc sélectionné pour représenter l'Allemagne au Concours Eurovision de la chanson 2024, qui se tient à Malmö du 7 au 11 mai 2024.
En tant que membre du Big Five, l'Allemagne est qualifiée d'office pour la finale.
Le 12 mai 2024, à l'issue de la finale du Concours Eurovision de la chanson, le chanteur se positionne à la 12e place du classement final, avec un total de 117 points.

## Discographie
- 2020: Too late
- 2020: Sober
- 2021: One life
- 2021: Shelter
- 2021: Free
- 2021: Impact
- 2021: Water to the Seed
- 2021: Finally
- 2022: Baby Steps (avec David Puentez)
- 2022: Home
- 2023: Postcard
- 2024: Always on the Run